# 托雷西利亚德尔雷沃利亚尔
托雷西利亚德尔雷沃利亚尔，是西班牙阿拉贡自治区特鲁埃尔省的一个市镇。总面积64平方公里，总人口177人（2001年），人口密度3人/平方公里。